# غضيض الفارسية
غَضِيض الفارسيَّة (توفيت في خلافة هارون الرشيد) هي جارية فارسيَّة الأصل، اشتراها الخليفة العبَّاسي الخامس هارون الرشيد، وأصبحت من محظياته المُقرَّبات، وأنجبت له ابنته حمدونة.

## سيرتها
كانت غضيض، واسمها الأصلي مُصَفَّى، جارية فارسية الأصل عملت تحت جارية أخرى تُدعى مظلومة، والتي خدمت الأميرة عباسة بنت المهدي أخت الخليفة هارون الرشيد. ويُذكر أن غضيض روت عن مولاتها السابقة مظلومة، مما قد يشير إلى أنها كانت متعلمة.
اشتراها الخليفة هارون الرشيد لاحقًا من سوق بغداد بمبلغ خمسة آلاف دينار، وهو مبلغ اعتبره بعض المؤرخين زهيدًا مقارنة بأثمان الجواري الشهيرات في ذلك العصر. نالت غضيض حظوة لدى الرشيد وأصبحت من محظياته المقربات إليه، وأنجبت له ابنته حمدونة. توفيت غضيض في حياة الرشيد في أواخر القرن الثامن أو أوائل القرن التاسع الميلادي.

### فهرس المنشورات
1. 1 2 3  ابن الساعي (1960)، ص. 53.
2. 1 2 3  حسن (2013)، ص. 81.

### معلومات المنشورات كاملة
الكتب مرتبة حسب تاريخ النشر
- ابن الساعي (1960)، نساء الخلفاء: جهات الأئمة الخلفاء من الحرائر والإماء، ذخائر العرب (28)، تحقيق: مصطفى جواد، القاهرة: دار المعارف، OCLC:953069400، QID:Q123371389{{استشهاد}}:  صيانة الاستشهاد: ref duplicates default (link) * سولاف فيض الله حسن (2013). دور الجواري والقهرمانات في دار الخلافة العباسية (ط. 1). دمشق: صفحات للدراسات والنشر والتوزيع. ISBN:978-9933-495-13-8. OCLC:6914266520. OL:43175027M. QID:Q125689500.